# Epomophorus minimus
Epomophorus minimus — вид рукокрилих, родини Криланових.

## Поширення і стиль життя
Країни поширення: Ефіопія, Кенія, Сомалі, Танзанія, Уганда. Мешкає в сухих і посушливих саванах.

## Загрози та охорона
Як видається, немає ніяких серйозних загроз для цього виду. Він локально під загрозою в частинах ареалу вирубування лісів її проживання для деревини та дров. Не відомо, чи вид присутній в будь-яких природоохоронних територій.